# MS Queen Elizabeth
El MS Queen Elizabeth es un crucero de la clase Vista, propiedad de la Cunard Line, que fue construido por Fincantieri en su astillero de Monfalcone. La entrega oficial a esta naviera se realizó el 4 de octubre de 2010; el Queen Elizabeth opera como buque gemelo del MS Queen Victoria, y también se unió al Queen Mary 2 en la flota de Cunard.
Es el barco más grande construido para la empresa, seguido por el Queen Victoria y el Queen Mary 2.
Su diseño ha sido modificado de los anteriores barcos de la clase Vista, lo que significa que es ligeramente mayor que el Queen Victoria, en gran parte debido a su popa más vertical. Puede transportar hasta 2092 pasajeros.
Su nombre fue anunciado por Cunard el 10 de octubre de 2007. El nombre del barco como Queen Elizabeth provocó una situación similar a la de 1940, cuando en el momento en el que el RMS Queen Elizabeth entró en servicio, un buque de la Royal Navy al igual se llamaba Queen Elizabeth. En 2014, cuatro años después de que este buque se uniera a la flota de Cunard, la Marina Real planeó introducir al servicio el nuevo portaaviones HMS Queen Elizabeth.

## Diseño

### Exterior
El Queen Elizabeth cuenta con un diseño casi idéntico a su gemelo el Queen Victoria, aunque debido a la popa más vertical, su capacidad de pasajeros es ligeramente superior.
También debido al mayor tamaño de las suites en la popa, ofrece balcones más pequeños. En el extremo delantero de la cubierta 11, se ubica un techo de cristal, que cubre la cubierta de deportes, a diferencia de la cubierta de deportes al aire libre del Queen Victoria. También cuenta con otro techo de cristal que cubre al Garden Lounge, un jardín interior.

### Interior
A pesar de ser casi idéntico el diseño interior al Queen Victoria, la decoración es estilo art déco. El nombre del barco también homenajea al Queen Elizabeth de 1940. Su diseño evoca la época de la década de los 30's.

### Instalaciones
Cuenta con el Restaurante Verandah. En su época, las Verandah Grills a bordo del los primeros Queen Mary y Queen Elizabeth fueron quizá los más exclusivos restaurantes a bordo de un buque, a la par con los exclusivos clubes privados en Londres, Nueva York y París. Estos restaurantes estaban disponibles para los pasajeros de primera clase que quisieran una experiencia realmente exclusiva y las habitaciones fueron frecuentadas por la realeza, estrellas de cine, y famosos. De acuerdo con esta tradición, el Restaurante Verandah del MS Queen Elizabeth ofrece una experiencia de exquisita cocina, diseño contemporáneo y un servicio impecable con menús creados por el Chef Zimmermann. Cuenta con obras de arte inspiradas por los murales fantásticos de los Queens originales, mientras que los menús de época contarán la historia de la experiencia gastronómica a bordo del primer Queen Elizabeth.
Los restaurantes Queens Grill y Princess Grill son muy similares a los del Queen Victoria, pero han sido decorados de una manera claramente art déco para crear una sensación única en cada restaurante.

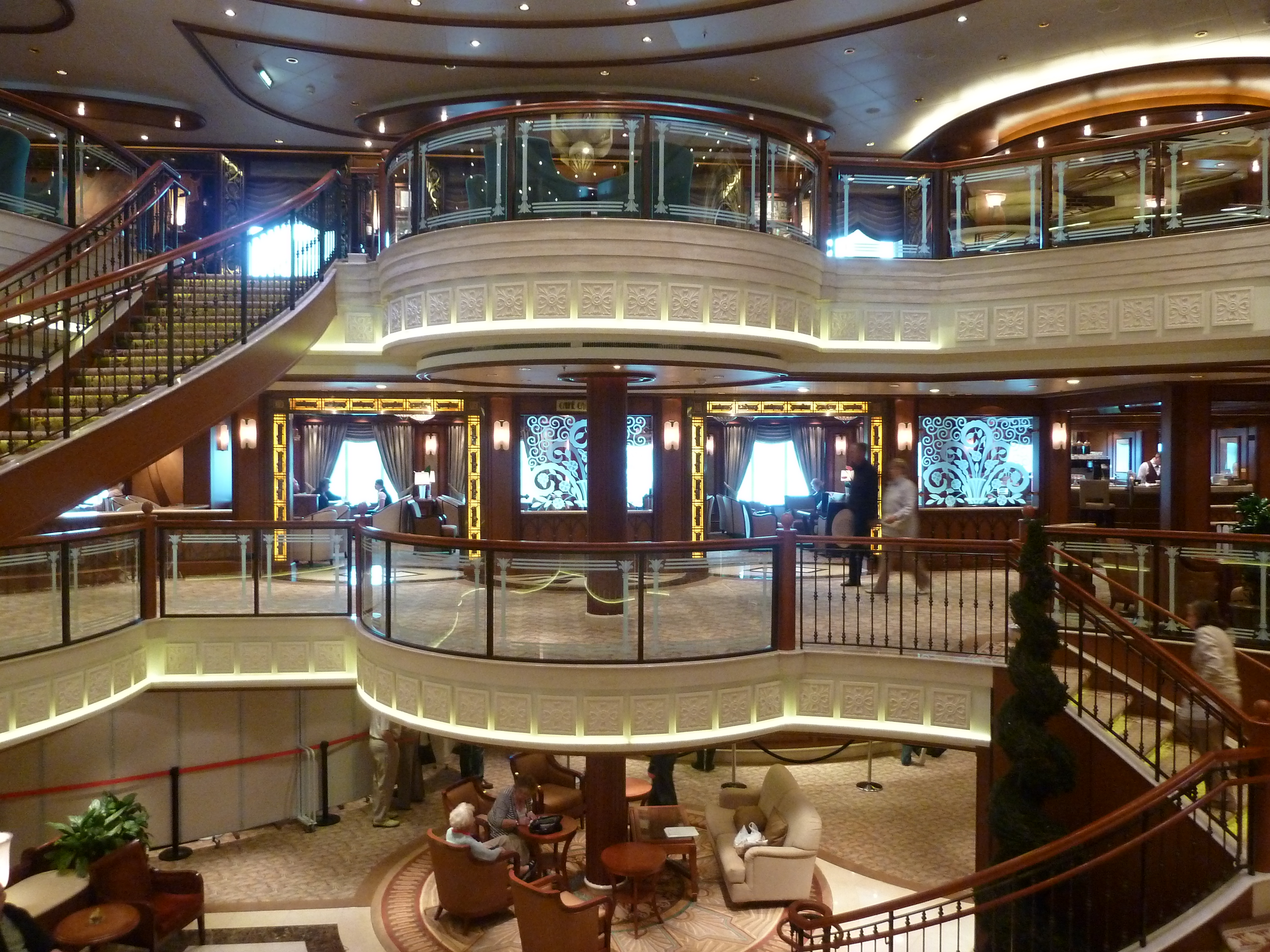
Grand Lobby

Al igual que en el Queen Mary 2, el Queen Elizabeth también ofrece el Club Britania, donde los huéspedes que viajan en los camarotes categoría "AA" pueden disfrutar de un solo asiento para cenar en el momento de su elección, distanciados de los demás pasajeros del Britannia Restaurant. Esto no se puede encontrar en el Queen Victoria.
El restaurante Aztec, ofrece cocina regional mexicana. Finalmente el restaurante Jazmin ofrece cocina asiática, a partir de influencias de Japón, Singapur, Indonesia, Tailandia y China.
El Queen Elizabeth ofrece las mismas clases de habitaciones que el Queen Mary 2 y el Queen Victoria, "Britannia Inside": habitaciones sin vista exterior; "Britannia Oceanview": mismas comodidades con vista al mar; "Britannia Balcony": habitaciones con balcón; "Britannia Club Balcony": las suites menores del barco; "Princess Grill Suites": las suites más grandes; "Queens Grill Suites".
"Relájese en una de las habitaciones más espaciosas y lujosas del Queen Elizabeth, seis Master y Grand Suites bautizadas en honor a los últimos Commodoros de Cunard que han recibido el título de caballeros. Maderas claras y tapicería de lujo añaden elegancia a su retiro, ocupan de 508 a 1493 pies cuadrados e incluyen un cuarto de baño completo, como era de esperar. Sumado a un champán en su terraza privada, cenar en privado en el restaurante Queens Grill, y participar en una excursión en tierra. Usted apreciará los servicios de un mayordomo, además de prioridad de embarque y desembarque" (Cunard Line).

## Historia

### Construcción
Fincantieri fue el encargado (al igual que del Queen Victoria) de la construcción del Queen Elizabeth en su astillero de Monfalcone, en Italia. Fue ordenado por Cunard en octubre de 2007 como barco gemelo del Queen Victoria.
Su nombre fue anunciado por Cunard el 10 de octubre de 2007.
Fue botado el 5 de enero de 2010, e hizo sus pruebas de navegación en septiembre. Permaneció en Fincantieri hasta el 4 de octubre de 2010, cuando salió hacia su puerto de registro, Southampton. En ese mismo día, fue entregado oficialmente a Cunard.  Llegó a Southampton el 8 de octubre.

### Nombramiento

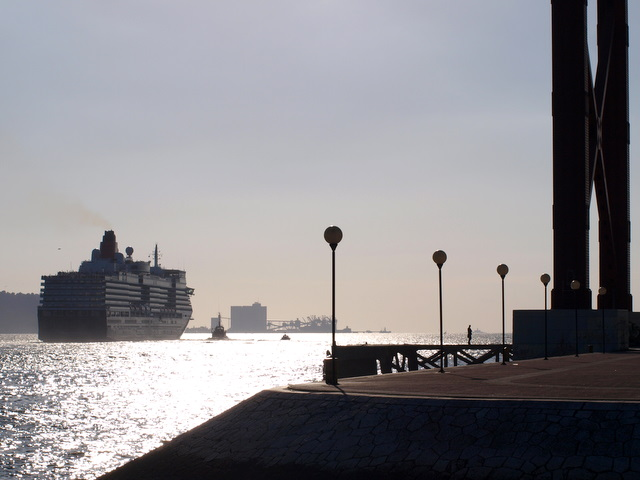
El Queen Elizabeth en Lisboa (Portugal) durante su viaje inaugural

El 1 de septiembre de 2010 Cunard Line oficialmente dio a conocer que la reina Isabel II del Reino Unido sería la encargada de bautizar al nuevo Queen Elizabeth en una ceremonia que se llevó a cabo en la Ocean Terminal en Southampton el 11 de octubre de 2010, un día antes de su viaje inaugural.
La reina Isabel II con tan solo 12 años de edad estuvo presente junto con su madre, la reina Elizabeth Bowes-Lyon en el bautizo del RMS Queen Elizabeth en 1938. La reina Isabel II también bautizó al Queen Elizabeth 2 en 1967 y al Queen Mary 2 en 2004.
La ceremonia fue un gran evento de interés mundial, en donde hubo más de 1.600 invitados de todo el mundo.

### Viaje inaugural
El 1 de abril de 2009 a las 13:00, salió a la venta el viaje inaugural del Queen Elizabeth, el cual se vendió totalmente en 29 minutos.
El viaje inaugural fue programado para el 12 de octubre de 2010, partiendo desde Southampton, Reino Unido a las 17:00 (UTC+0), con rumbo hacia Vigo, Lisboa, Cádiz, Gran Canaria, Tenerife, La Palma, Madeira, y de regreso a Southampton. El viaje constó de 14 días.

### Servicio

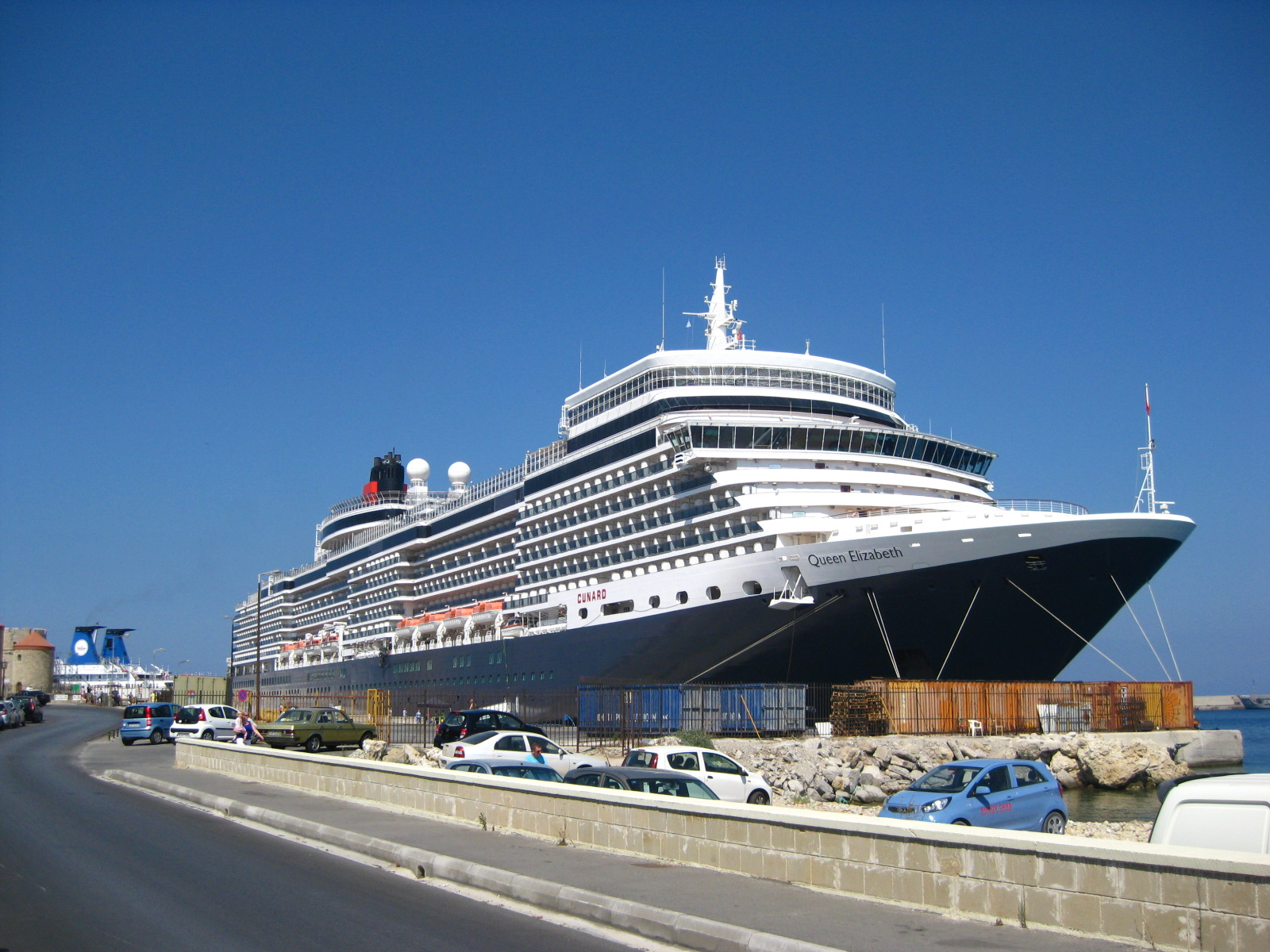
El Queen Elizabeth en el puerto de la ciudad de Rodas (Grecia). Septiembre de 2012

El Queen Elizabeth se reunió con los otros dos barcos de la Cunard, el Queen Mary 2 y el Queen Victoria en Nueva York el 13 de enero de 2011 frente a la Estatua de la Libertad. El edificio Empire State se iluminó de rojo para conmemorar este evento.
Realizó varios cruceros por Europa, hasta que salió en su crucero de primer mundo, dejando a Southampton en enero de 2011 haciendo escalas en Nueva York, Fort Lauderdale, Aruba y Limón antes de transitar el Canal de Panamá. Luego, llegando a Acapulco, Cabo San Lucas y Los Ángeles antes de cruzar el Océano Pacífico a Lahaina, Honolulu, Apia, Pago Pago, Fiyi, Islas de la Bahía, Auckland, Wellington, Sídney, Melbourne, Fremantle, Kota Kinabalu, Hong Kong (navegó cerca del lugar donde su predecesor el RMS Queen Elizabeth se incendió y hundió en 1972). Paradas en el suroeste de Asia incluyeron Nha Trang, Ciudad Ho Chi Minh, Ko Samui, Langkawi, Singapur, Kuala Lumpur y Penang. Luego cruzaría el océano Índico hacia el oeste de Kochi, Mumbai y Muscat. Esto sería seguido por un viaje hacia el oeste una vez más a través del Mar Arábigo antes de pasar por el Estrecho de Ormuz para llegar a Dubái en el Golfo Pérsico, donde fue atracado cerca de su predecesor el RMS Queen Elizabeth 2 por primera vez. Después paró en Salalah y Aqaba, el barco tránsitó el Canal de Suez. Hacia el oeste del Mediterráneo hizo escalas en Atenas y Roma, y luego pasó a través del Estrecho de Gibraltar para realizar una parada final en Lisboa, antes de regresar a Southampton. El viaje tuvo una duración de 103 días.
El 24 de octubre de 2011 su puerto de registro fue cambiado de Southampton a Hamilton (Bermudas). Con el propósito de poder ofrecer bodas a bordo.
El Queen Elizabeth se reunió con los demás barcos de flota de la Cunard en Southampton el 5 de junio de 2012 con motivo de los festejos del Jubileo de Diamante de la Reina Isabel II.

## Sitio web
La Cunard Line creó un sitio web para el Queen Elizabeth. La dirección es: https://web.archive.org/web/20101030071613/http://queenelizabeth.cunard.com/. Ahí se informa acerca de las características del barco, como información técnica, planos interactivos de las cubiertas, información de las salas públicas, galería, entre otras.
Anteriormente presentaba los primeros viajes que realizó alrededor del mundo.